# 斉藤真
斉藤 真（さいとう しん、1943年10月19日 - ）は、日本の俳優。本名同じ。
東京都出身。早稲田大学第一文学部卒業。劇団俳小代表。

## 人物
1967年、劇団俳優小劇場に入団。『わが心高原に』で初舞台を踏み、役者としての第一歩を歩みだす。同劇団の解散後、早野演劇研究所を経て、1973年に早野寿郎を中心に旗揚げした劇団俳小に参加。役者の傍ら同劇団の代表も務めている。
『快傑ズバット』（東京12チャンネル）では東条刑事役でレギュラー出演したほか、『特捜最前線』（テレビ朝日）など、東映作品を中心にテレビドラマの出演も多い。谷崎潤一郎の『痴人の愛』を映画化した『ナオミ』（1980年、東映セントラルフィルム）では主演を務めた。
趣味は、乗馬、読書、映画鑑賞、酒。特技は、英会話。

## 出演

### テレビドラマ
- 変身忍者 嵐 第35話「消えた嵐? 妖怪集団が狙う!!」（1972年、MBS） - 小次郎
- 大河ドラマ（NHK）
  - 国盗り物語（1973年） - 佐久間七郎左
  - 花神（1977年） - 三宅一蔵
  - 葵 徳川三代（2000年） - 青山忠成
- キカイダー01 第2話「ハカイダー四段攻撃とは何か!?」（1973年、NET） - ハンター
- 仮面ライダーV3 第20話「デストロン四国占領作戦」（1973年、MBS） - 塚本技師
- 特捜記者・犯罪を追え 第23話「夜霧の女」（1974年、KTV）
- プレイガールQ　第12話「女の敵は女」（1974年、12ch / 東映） - 綿引岩男
- 伝七捕物帳 （NTV）
  - 第61話「島帰り　涙の呼子鳥」（1975年）- 源次郎
  - 第93話「とかく浮世は色と金」（1975年）- 佐助
  - 第113話 「上方から来た男」（1976年） - 権次
- 特別機動捜査隊 （NET）
  - 第721話「続・刑事はつらいよ」（1975年） - 高杉
  - 第781話「殉愛の女」（1976年） - 後藤九州男
- スーパー戦隊シリーズ（NET → ANB）
  - 秘密戦隊ゴレンジャー 第27話「黄色い物体Q! ゴレンジャー基地SOS」（1975年） - イーグル秘密情報員0010
  - 電子戦隊デンジマン 第28話「呪いの館の密殺者」（1980年） - 西刑事
- 燃える捜査網 第14話「恐怖のハネムーン」（1976年、NET） - 滝川
- 太陽にほえろ! 第218話「殿下とスコッチ」（1976年、NTV） - 梶川進
- ザ・カゲスター 第15話「少年サタン隊 ザリガニアン作戦！」（1976年、NET） - ザリガニアン人間態
- ぐるぐるメダマン（1976年、12ch） - 若林先生
- 愛が見えますか… 第16話 - 第22話（1976年、NTV） - 刑事
- 新・二人の事件簿 暁に駆ける 第16話「見殺し!」（1976年、ABC）
- 快傑ズバット（1977年、12ch） - 東条進吾
- 特捜最前線（ANB）
  - 第44話「非情の罠・金、女、賭博!?」（1978年） - 広瀬
  - 第60話「シェパードだけが知っていた!」（1978年）
  - 第79話「挑戦III・十三歳の旅立ち!」（1978年）
  - 第94話「恐怖のテレホン・セックス魔!」（1979年） - 弁護士
  - 第141話「脱走爆弾犯を見た女!」（1979年）
  - 第163話「ああ三河島・幻の鯉のぼり!」（1980年）
  - 第195話「殺人メロディーを聴く犬!」（1981年）
  - 第249話「レイプ・襲われた姉妹!」（1982年）
  - 第303話「20歳のイルミネーション!」（1983年）
  - 第341話「殺人マラソンコース!」（1983年）
- 大空港 第18話「人質奪回作戦 悪魔にもなれ! 父の愛」（1978年） - 大和連合会構成員
- 江戸の旋風（CX）
  - 同心部屋御用帳 江戸の旋風IV 第22話「どぶねずみに花束を」（1979年） - 梅本
  - 新・江戸の旋風 第20話「地獄極楽夢のからくり」（1980年）
- 大江戸捜査網（12ch→TX）
  - 第316話「十手に賭けた涙の離縁状」（1979年）
  - 第348話「女の涙か、夏の嵐」（1980年）
  - 第418話「錠前師の哀歌」（1981年）
- まどう（1979年、CX） - 皓平
- 西遊記II 第13話「人喰い妖怪 若返りの泉」（1980年、NTV） - 活英
- 噂の刑事トミーとマツ 第17話「キン好きトミ好きマツ嫌い」（1980年、TBS） - 竹田
- ザ・スーパーガール 第46話「夜の修道院 黒い衣に秘めた白い肌」（1980年、12ch）
- ミラクルガール 第4話「女が欲望に賭けるとき」（1980年、12ch）
- 特命刑事 第10話「ファイナル・チャレンジ」（1980年、NTV） - 滝本医師
- 火曜サスペンス劇場 / 松本清張の知られざる動機（1983年、NTV） - 武田
- 木曜ゴールデンドラマ / 初婚・再婚・二人三脚（1986年、YTV） - 井上伸吾
- 東映不思議コメディーシリーズ（CX）
  - じゃあまん探偵団 魔隣組（1988年） - 辻雄二
  - 魔法少女ちゅうかなぱいぱい! 第22話「パパの少年時代」（1989年） - 加山泰
  - 美少女仮面ポワトリン 第13話「秘密のニセ札工場」（1990年） - ギャングの親分
  - うたう!大龍宮城 第9話「サメ」（1992年） - 深海魚の親方
  - 有言実行三姉妹シュシュトリアン 第14話「シュシュトリアンの父現わる!?」（1993年） - 署長（シュシュトリアンの父）
- 憲法はまだか（1996年、NHK） - 中谷武世

### 映画
- 戦争と人間 第二部 愛と悲しみの山河（1971年、日活） - 島津
- モスクワわが愛（1974年、東宝） - 哲也
- 祭りの準備（1975年、綜映社=映画同人社=ATG）  - オルグの男
- 錆びた炎（1977年、松竹） - 丸山正己
- 動乱（1980年、東映） - 熊谷中尉
- ナオミ（1980年、東映セントラルフィルム） - 主演・河合譲治
- 連合艦隊（1981年、東宝） - 源田航空参謀

### 舞台
- 劇団俳小公演
  - プラトーノフ（1981年）
  - 塀の中の懲りない面々（1987年・1988年）
  - 日本三文オペラ（1991年）
  - 橋からの眺め（1993年）
  - ジョン万次郎外国見聞録（2004年）